# Bass Dhem
Bass Dhem (* 12. Januar 1955 in Thiès, Senegal) ist ein französisch-senegalesischer Schauspieler, Regisseur, Maler, Musiker und Sänger.

## Biographie
Dhem wurde in eine fulsprachige Familie Torodo geboren. 1974 kam er nach Frankreich. 1978 trat er in den Cours Simon in Paris ein. Von 1983 bis 1985 besuchte er Abendkurse am Conservatoire Libre du Cinéma Français in der Abteilung Regie.
1983 gab er sein Bühnendebüt am Théâtre noir in Paris.
Daneben ist er Maler, Mundharmonikaspieler und Sänger. Zwischen 1999 und 2005 bildete er mit Franck Dimanche das Musikduo Mix Brothers.

## Filmographie (Auswahl)

### Kino
- 1983: Suicides von Jean-Claude Tchuilen
- 1983: Banzaï von Claude Zidi
- 1983: L’Africain von Philippe von Broca
- 1986: Black Mic-Mac von Thomas Gilou
- 1992: Sam suffit von Virginie Thévenet
- 1992: Vagabond von Ann Le Monnier
- 1993: Der Flug des Schmetterling (Le Petit Prince a dit) von Christine Pascal
- 1993: Eins, zwei, drei, Sonne (Un, deux, trois, soleil) von Bertrand Blier
- 1995: Élisa von Jean Becker
- 1995: Seitensprung für Anfänger (Adultère) von Christine Pascal
- 1997: 100% Arabica von Mahmoud Zemmouri
- 1998: Une journée von merde von Miguel Courtois
- 1999: Cour interdite von Djamel Ouahab
- 1999: Peut-être von Cédric Klapisch
- 2000: Elle et lui au 14e étage von Sophie Blondy
- 2001: L’Afrance von Alain Gomis
- 2001: Les Rois mages von Bernard Campan et Didier Bourdon
- 2005: L’un reste, l’autre part von Claude Berri
- 2006: Après l’océan von Éliane von Latour
- 2006: Vögel des Himmels (les oiseaux du ciel) von Éliane de Latour
- 2007: Andalucia von Alain Gomis
- 2008: Mes stars et moi von Lætitia Colombani
- 2012: Der Nächste, bitte! (Un plan parfait) von Pascal Chaumeil
- 2014: Amour sur place ou à emporter von Amelle Chahbi
- 2015: La Vie en grand von Mathieu Vadepied
- 2015: Dämonen und Wunder (Dheepan) von Jacques Audiard
- 2016: Divines von Houda Benyamina
- 2016: Camping 3 von Fabien Onteniente
- 2017: Zum Verwechseln ähnlich (Il a déjà tes yeux) von Lucien Jean-Baptiste
- 2018: Allons enfants von Stéphane Demoustier
- 2018: Die Kunst der Nächstenliebe (Les Bonnes Intentions) von Gilles Legrand
- 2019: Ein Papa für alle (Damien veut changer le monde) von Xavier von Choudens
- 2019: Rendez-vous chez les Malawa von James Huth
- 2020: Mignonnes von Maïmouna Doucouré

### Fernsehen
- 1976: Destinée von Monsieur von Rochambeau von Daniel Le Comte
- 1990: Cavale von Serge Menard
- 1990: Le Black von Alain Carville
- 2000: Oncle Paul von Gérard Vergez
- 2003: Un bébé noir dans un couffin blanc von Laurent Dussaux
- 2005: Un prof en cuisine von Christiane Lehérissey
- 2012: Médecin-chef à la Santé von Yves Rénier
- 2012: Les délices du monde von Alain Gomis
- 2018: Une mère sous influence, von Adeline Darraux